# Ćehotina
Ćehotina (v srbské cyrilici Ћехотина) je řeka v severní Černé Hoře a východní Bosně a Hercegovině. Ústí do Driny ve Foči. Ćehotina protéká hornatou krajinou Dinárských Alp. Dlouhá je 125 km.
Řeka pramení pod pohořím Stožar v regionu Donji Kolašin na území Černé Hory (blízko města Pljevlja). Řeka teče severozápadním směrem a meandruje v horské krajině Obtéká východní svahy pohoří Korijeni a vstupuje do Pljevaljského údolí, protéká samotným městem Pljevlja. Dále po proudu se v jejím údolí se nenacházejí téměř žádná větší, ani menší sídla (s výjimkou vesnice Vrulje). Až po vesnici Godijeno na bosenské straně nevede údolím žádná větší silnice.